# ظهيرة (صور)
ظهيرة هي إحدى القرى اللبنانية من قرى قضاء صور في محافظة الجنوب.

## لمحة تاريخية
تقع بلدة الظهيرة على الحدود بين لبنان وفلسطين المحتلة